# يوسف تراوري
يوسف تراوري (بالإنجليزية: Youssouf Traoré)‏ (و. 1991  م) هو لاعب كرة قدم، من ساحل العاج، ولد في الكاميرون، يلعب كلاعب وسط.

## روابط خارجية
- يوسف تراوري على موقع قاعدة بيانات كرة القدم.إي يو (الإنجليزية)
- يوسف تراوري على موقع Soccerway.com (الإنجليزية)